# 萨塞
萨塞（法語：Sacey，法語發音：[sasɛ]）是法国芒什省的一个市镇，属于阿夫朗什区。

## 地理
萨塞（48°30'34"N, 1°27'0"W）面积15.27 平方千米，位于法国诺曼底大区芒什省，该省份为法国西北部沿海省份，西、北、东北三面环大西洋，东起顺时针与卡爾瓦多斯省、奧恩省、马耶讷省和伊勒-维莱讷省接壤。
与萨塞接壤的市镇（或旧市镇、城区）包括：欧塞拉普莱讷、苏热阿勒、瓦勒库埃农、圣雅姆、蓬托尔松。

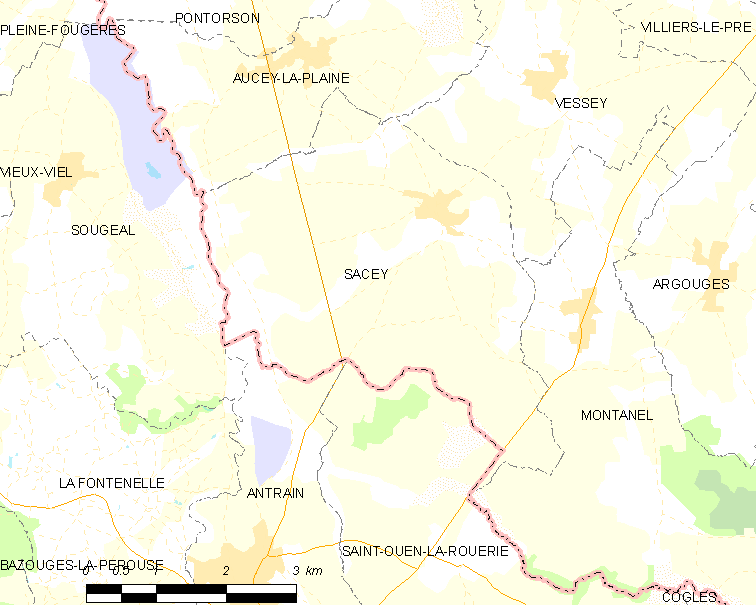
萨塞的OSM定位图

萨塞的时区为UTC+01:00、UTC+02:00（夏令时）。

## 行政
萨塞的邮政编码为50170，INSEE市镇编码为50443。

## 政治
萨塞所属的省级选区为蓬托尔松县。

## 人口

1962-2008年间萨塞人口变化图示

萨塞于2022年1月1日时的人口数量为512人。